# 비련초

《비련초》는 1992년 8월 17일부터 1992년 11월 3일까지 방송되었던 SBS 월화 드라마였다.

## 제작진

### 극본
- 신선희, 김경형 (신선희는 드라마 촬영 도중 일어난 사망사고로 인해 중도 하차했다. 당시 신인이었던 김경형이 투입되어 마무리했다. 연출도 이때 오종록에서 주일청으로 교체. 김경형은 이후 엠비시 미니 시리즈 <걸어서하늘까지>도 3화부터 투입되어 마무리지었으며 2003년엔 영화 <동갑내기 과외하기> 감독으로 데뷔했다.)

### 연출
- 오종록
- 주일청

## 출연진
- 신혜수 : 장여진 / 이선영 역
- 강문영 : 유애리 역
- 남성훈 : 백경훈 역
- 송영창 : 필준 역
- 이효정 : 영섭 역
- 전양자 : 백경훈 어머니 역
- 방은희 : 오수민
- 이일재
- 정후
- 정한헌
- 박종관
- 윤문식
- 박영태
- 신신애
- 이도련
- 한규희
- 이은철
- 양택조
- 백수련